# Spodoptera rubrifusa
Spodoptera rubrifusa är en fjärilsart som beskrevs av George Francis Hampson 1909. Spodoptera rubrifusa ingår i släktet Spodoptera och familjen nattflyn. Inga underarter finns listade i Catalogue of Life.